# Philibos Boutros El Gemayel
Philibos El Gemayel (in arabo: فيليبس الجميّل; Bikfaya, 1740 circa – Bkerké, 12 aprile 1796) è stato vescovo titolare di Listra, arcieparca di Cipro e patriarca della Chiesa maronita con il nome di Philibos Boutros (in italiano: Filippo Pietro).

## Biografia
Philibos El Gemayel nacque a Bikfaya attorno al 1740. Nel dicembre 1767 fu consacrato dal patriarca Youssef Estephan vescovo titolare di Listra e eparca coadiutore di Cipro. Nel 1786 succedette allo zio Elias El Gemayel sulla sede cipriota; abitualmente però i vescovi maroniti dell'isola risiedevano in Libano.
Alla prematura morte del patriarca Mikhail Boutros Fadel, il sinodo dei vescovi maroniti, riuniti nel monastero Santa Maria di Bkerké, elesse il 14 giugno 1795 all'unanimità come nuovo patriarca Philibos El Gemayel, che assunse il nome di Philibos Boutros. Il 27 giugno 1796 papa Pio VI ratificò la scelta dell'episcopato maronita e accordò il pallio al nuovo patriarca.
Tuttavia, il patriarca non ebbe il tempo né di ricevere la conferma papale né di indossare il pallio, essendo già deceduto il 12 aprile precedente nel monastero di Bkerké, dove fu sepolto. Il 28 aprile i vescovi maroniti avevano già eletto il suo successore, Youssef Boutros Tyan.

## Genealogia episcopale e successione apostolica
La genealogia episcopale è:
- Patriarca Youhanna Bawab
- Patriarca Jirjis Rizqallah
- Patriarca Stefano Douayhy
- Patriarca Yaaqoub Boutros Awwad
- Patriarca Semaan Boutros Awwad
- Patriarca Youssef Boutros Estephan
- Patriarca Philibos Boutros El Gemayel

La successione apostolica è:
- Arcivescovo Estefan El-Khazen (1796)